# نيكولاس ألتاميرانو
نيكولاس ألتاميرانو (بالإسبانية: Nicolás Altamirano)‏ هو لاعب كرة قدم تشيلي، ولد في 1 أبريل 1990 في تيموكو في تشيلي. لعب مع أتلانتي إف سي وديبورتيس ماجالانز ويونيون إسبانيولا.

## وصلات خارجية
- نيكولاس ألتاميرانو على موقع قاعدة بيانات كرة القدم.إي يو (الإنجليزية)
- نيكولاس ألتاميرانو على موقع Soccerway.com (الإنجليزية)
- نيكولاس ألتاميرانو على موقع عالم كرة القدم.نت (الإنجليزية)
- نيكولاس ألتاميرانو على موقع AS.com (الإسبانية)